# Magic (B.o.B.-Lied)
Magic ist ein Pop-/Rapsong des US-amerikanischen Rappers B.o.B, den er mit dem Sänger Rivers Cuomo der Alternative-Rock-Band Weezer geschrieben hat. Das Lied wurde aus B.o.B.s erstem Studioalbum B.o.B Presents: The Adventures of Bobby Ray als dritte Single ausgekoppelt.

## Textinhalt
In dem Text des Songs handelt es hauptsächlich über Reime die B.o.B und Rivers Cuomo geschrieben haben, wie (So kommt her, kommt alle, und seht die Show heute Abend. Seid darauf gefasst, erstaunt zu werden, es gibt keinen Poltergeist. Ihr wisst, ich bin nicht Pinocchio, ich habe nie gelogen). Der Refrain hingegen im deutschen besteht aus 4 Zeilen die jeweils 2× wiederholt werden.

## Musikvideo
Das Musikvideo handelt davon, wie B.o.B nach einer Party am Vorabend versucht aufzustehen, es sind jedoch nur Traumsequenzen dieser Party zu sehen. Darin singen Rivers Cuomo und B.o.B. zusammen auf einer Bühne. Das Musikvideo wurde am 22. September 2010 um Mitternacht von MTV.com freigegeben.

## Sonstiges
Das Lied wurde in den Vereinigten Staaten als Titelmusik für eine Adidas-Werbung genutzt.

## Kommerzieller Erfolg

### Chartplatzierungen
Trotz gemischter Kritik hat das Lied die Top Ten der Billboard Hot 100 in den Vereinigten Staaten erreicht. Im Vereinigten Königreich hingegen erreichte Magic die Position 16. Die Höchstposition erreichte das Lied in Australien mit Platz fünf, in Neuseeland schaffte es Position sechs und in den Niederlanden Platz 13. In weiteren Ländern wie in Irland, Schottland und Kanada erreichte das Lied Platz 16 und 17. Die niedrigste Position erreichte das Lied in Schweden mit Platz 53.
| ChartsChartplatzierungen       | Höchstplatzierung | Wochen |
| ------------------------------ | ----------------- | ------ |
| Vereinigte Staaten (Billboard) | 10 (20 Wo.)       | 20     |
| Vereinigtes Königreich (OCC)   | 16 (18 Wo.)       | 18     |

| ChartsJahrescharts (2010)      | Platzierung |
| ------------------------------ | ----------- |
| Vereinigte Staaten (Billboard) | 63          |

### Auszeichnungen für Musikverkäufe
| Land/Region                  | Auszeichnungen für Musikverkäufe (Land/Region, Auszeichnung, Verkäufe) | Verkäufe  |
| ---------------------------- | ---------------------------------------------------------------------- | --------- |
| Kanada (MC)                  | Platin                                                                 | 80.000    |
| Neuseeland (RMNZ)            | Gold                                                                   | 7.500     |
| Vereinigte Staaten (RIAA)    | 3× Platin                                                              | 3.000.000 |
| Vereinigtes Königreich (BPI) | Gold                                                                   | 400.000   |
| Insgesamt                    | 2× Gold · 4× Platin ·                                                  | 3.467.500 |